# Drache (Schiff, 1869)
Die Drache war das achte und letzte Schiff der Camaeleon-Klasse, einer Klasse von Dampfkanonenbooten I. Klasse der Königlich Preußischen sowie der Kaiserlichen Marine.

## Bau und erste Dienstzeit
Die Drache wurde von der Wolgaster Werft Lübke am 27. Juli 1861 als letztes Schiff ihrer Klasse auf Stapel gelegt. Aufgrund finanzieller Schwierigkeiten, die aus einem Konflikt zwischen der preußischen Regierung und dem Abgeordnetenhaus entstanden, wurde das Schiff erst am 3. August 1865, fast genau fünf Jahre nach dem Typschiff Camaeleon, vom Stapel gelassen. Der weitere Ausbau verzögerte sich aus dem gleichen Grund, und erst am 22. April 1869, über sieben Jahre nach der Kiellegung, konnte die Drache erstmals für die Überführung auf den Dänholm in Dienst gestellt werden. Als einziges Schiff ihrer Klasse war es mit einem 68-Pfünder-Geschütz anstelle des 24-Pfünders bewaffnet.
Der Ausbruch des Deutsch-Französischen Krieges war der Anlass für die erneute Indienststellung am 24. Juli 1870. Die Drache trat zur neu aufgestellten Flottillen-Division unter Korvettenkapitän Franz von Waldersee, zu der außerdem das Flaggschiff Grille sowie das Kanonenboot II. Klasse Salamander und die Blitz, ein Schwesterschiff der Drache, gehörten. Am 17. August 1870 nahm die Division am Seegefecht vor Hiddensee teil. Die Division wurde jedoch bereits am 10. September wieder aufgelöst.
Die Drache verblieb weiterhin im Raum Rügen, wurde im Dezember 1870 aber in die Nordsee befohlen. Aufgrund der Eisverhältnisse musste jedoch in Friedrichstadt überwintert werden. Im Februar 1871 hatte das Schiff gemeinsam mit der Blitz zwei Kanonenschaluppen nach Wilhelmshaven zu schleppen und wurde dort am 6. April 1871 außer Dienst gestellt.

## Dienst als Vermessungsschiff
Am 6. Mai 1872 wurde die Drache, nachdem der 68-Pfünder ausgebaut und an seiner Stelle ein Deckshaus errichtet worden war,  wieder in Dienst gestellt, um fortan als Vermessungsschiff tätig zu sein. Bis zum 22. Oktober war das Schiff vor der holsteinischen Ostküste unter Leitung des Chefs des Hydrographischen Amtes der Admiralität, Korvettenkapitän Eduard Knorr, beschäftigt. Im November wurde die Drache zur Hilfeleistung infolge des Sturmhochwassers herangezogen und war unter anderem mit der Meteor sowie dem Transporter Rhein im Seegebiet zwischen Holstein und Hiddensee unterwegs, um nach havarierten Schiffen zu suchen. Am 12. Dezember wurde das Schiff schließlich in Wilhelmshaven außer Dienst gestellt.
Am 15. April 1874 wurde die Drache erneut in Dienst gestellt, um wieder als Vermessungsschiff tätig zu sein. Zuvor waren weitere Umbauten vorgenommen worden, um das Schiff weiter an seine Aufgabe anzupassen. Die Vermessungsarbeiten erstreckten sich auf den Nordseeraum, wobei auch britische und norwegische Häfen angelaufen wurden, und dauerten bis zum 23. November an. An diesem Tag wurde das Schiff wiederum für den Winter außer Dienst gestellt. Eine geplante Entsendung in spanische Gewässer, wo aufgrund von mit dem Dritten Carlistenkrieg in Verbindung stehenden Unruhen der Schutz deutscher Bürger und Wirtschaftsinteressen notwendig geworden war, unterblieb schließlich aufgrund der positiven Entwicklung der Lage.
In den folgenden Jahren war die Drache immer in den Sommermonaten zur hydrographischen Erfassung der Nordsee eingesetzt, von 1875 bis 1884 unter dem Kommando von Heinrich Holzhauer. 1876 wurde aus Stabilitätsgründen die Takelage entfernt und zwei Jahre später die verbliebenen 12-Pfünder von Bord gegeben. Während des Winters 1879/80 wurde die Kesselanlage ersetzt, das Oberdeck weiter umgebaut sowie eine neue Schonerbark-Takelage eingebaut. Ab 1881 wurde die Drache neben den reinen Vermessungsarbeiten auch zu meereskundlichen Aufgaben herangezogen, ab 1883 zusätzlich auch für den Fischereischutz. 1884 wurden zunächst ozeanographische Untersuchungen im Skagerrak durchgeführt, später dann die Vermessungstätigkeit fortgeführt. Diese endete schließlich nach 15 Jahren mit der letzten Außerdienststellung am 30. September 1887. Die Ergebnisse der Arbeit waren für die deutsche Marine von großer Bedeutung, was sich nicht zuletzt im Ersten Weltkrieg zeigen sollte.

## Verbleib
Die Drache wurde am 13. Dezember 1887 aus der Liste der Kriegsschiffe gestrichen und ihr Rumpf zunächst in Wilhelmshaven als Kohlenhulk verwendet. 1888 wurde er nach Kiel geschleppt und dort für Torpedotests hergerichtet. Im Beisein des Chefs der Marinestation der Ostsee, Vizeadmiral von der Goltz, schoss das Torpedoboot D 5 schließlich einen Torpedo auf die Hulk ab und beschädigte sie schwer. Die Reste des Schiffs wurden schließlich abgewrackt.

## Kommandanten
| 22. bis 30. April 1869           | Kapitänleutnant Philipp von Kall                      |
| 24. Juli 1870 bis 6. April 1871  | Kapitänleutnant Geirg-Heinrich Rodenacker             |
| 6. Mai bis September 1872        | Kapitänleutnant Gustav Stempel                        |
| Oktober bis 14. Dezember 1872    | Leutnant zur See Ernst Aschmann (in Vertretung)       |
| 15. April bis 23. November 1874  | Kapitänleutnant Carl Hohnholz                         |
| 15. April bis Juli 1875          | Kapitänleutnant Carl Hohnholz                         |
| Juli bis 4. November 1875        | Leutnant zur See Julius Köthner                       |
| 1. April bis 22. September 1876  | Kapitänleutnant Heinrich Holzhauer                    |
| 4. April bis 13. Oktober 1877    | Kapitänleutnant Heinrich Holzhauer                    |
| 1. April bis 5. Oktober 1878     | Kapitänleutnant / Korvettenkapitän Heinrich Holzhauer |
| 1. April bis 6. November 1879    | Korvettenkapitän Heinrich Holzhauer                   |
| 1. April bis 14. Oktober 1880    | Korvettenkapitän Heinrich Holzhauer                   |
| 15. Mai bis 30. September 1881   | Korvettenkapitän Heinrich Holzhauer                   |
| 28. April bis 29. September 1882 | Korvettenkapitän Heinrich Holzhauer                   |
| 24. März bis 15. Oktober 1883    | Korvettenkapitän Heinrich Holzhauer                   |
| 1. April bis 11. Oktober 1884    | Korvettenkapitän Heinrich Holzhauer                   |
| 14. April bis 6. Oktober 1885    | Kapitänleutnant Gustav von Rosen                      |
| 8. April bis 12. Oktober 1886    | Kapitänleutnant Gustav von Rosen                      |
| 13. April bis 30. September 1887 | Kapitänleutnant / Korvettenkapitän Wilhelm Burich     |